# SN 2004gt
SN 2004GT是一颗位于NGC 4038中的超新星，距离我们大约6300万光年。